# Luigi Gasparotto
Pour les articles homonymes, voir Gasparotto.
Luigi Gasparotto (Sacile, 31 mai 1873 - Roccolo di Cantello, 29 juin 1954) est un homme politique et un avocat italien.

## Biographie
Son père, Leopoldo Gasparotto, petit propriétaire terrien et garibaldien, l'éduque dans les idéaux démocratiques et laïques. Après s'être installé à Milan, il exerce la profession d'avocat et fréquente la Société démocratique lombarde. Il entre dans la franc-maçonnerie en 1897, en fréquentant l'institution milanaise.
Pendant plusieurs années, il a été président du marché de San Lorenzo à Sacile, qui est devenu par la suite la Sagra dei Osei.
Il est élu député du royaume d'Italie à Milan en 1913. Combattant pendant la Première Guerre mondiale, il est décoré de trois médailles d'argent pour sa valeur militaire.
Après la guerre, il est l'un des fondateurs de l'Associazione nazionale combattenti (Association nationale des combattants) et promeut un mouvement d'ex-combattants connu sous le nom de Rinnovamento nazionale (Renouveau national), d'inspiration radicale, avec lequel il est réélu à la Chambre des députés en 1919, puis en juin 1921 avec la Democrazia sociale.
Il est ministre de la Guerre en juillet 1921 dans le gouvernement Bonomi I, pendant lequel il promeut le rite du Soldat inconnu, jusqu'en février 1922. Réélu député en 1924, il est vice-président de la Chambre. Bien qu'il n'ait pas soutenu la sécession de l'Aventin contre Mussolini, il fait partie de l'opposition à la Chambre et démissionne de son poste de vice-président en décembre 1926. À la fin de la législature, en 1928, il se retire de la vie politique.
Pendant la période constitutionnelle de transition, il est ministre de l'Armée de l'air de janvier à juin 1945. À la fin de la Seconde Guerre mondiale, il est appelé au Conseil national et, en décembre 1945, il est ministre de l'Assistance après-guerre dans le premier gouvernement De Gasperi jusqu'en juillet 1946. Élu député à l'Assemblée constituante en juin 1946 pour l'Unione Democratica Nazionale (Union démocratique nationale), il est le premier ministre de la Défense, né avec l'incorporation de trois ministères (Guerre, Marine et Aéronautique) dans le troisième gouvernement De Gasperi (février-mai 1947).
Nommé sénateur de la République lors de la première législature (1948), après la démission de Giuseppe Paratore, il est proposé pour la présidence du Sénat, mais renonce à sa candidature peu avant le vote. Il est vice-président du groupe mixte (en italien Gruppo misto) jusqu'en 1953.
Il a également été président de la foire commerciale de Milan. Il est l'un des fondateurs du Partito Democratico del Lavoro.

### Nominations gouvernementales
- Ministre de la Guerre dans le gouvernement Bonomi I du 4 juillet 1921 au 26 février 1922
- Ministre de l'aéronautique dans le gouvernement Bonomi III du 14 janvier 1945 au 21 juin 1945
- Ministre de l'après-guerre du gouvernement De Gasperi I du 10 décembre 1945 au 13 juillet 1946
- Ministre de la Défense du gouvernement De Gasperi III du 4 février 1947 au 31 mai 1947

### Postes parlementaires
- Vice-président de la Chambre des députés du royaume d'Italie du 24 mai 1924 au 14 décembre 1926
- Président de la Commission spéciale chargée de faire un rapport sur le projet de loi constitutionnelle "Prolongation du mandat de l'Assemblée constituante" du 11 juin 1947 au 31 janvier 1948
- Président de la Commission spéciale d'enquête chargée d'examiner les accusations portées par le député Alberto Cianca contre le député Francesco Chieffi du 13 décembre 1947 au 31 janvier 1948.
- Vice-président de la Commission spéciale de ratification des décrets législatifs du Sénat de la République du 5 juillet 1951 au 24 juin 1953

## Distinctions

### Décorations italiennes
- Médaille d'argent de la valeur militaire (3 distinctions)

## Ouvrages
- Journal d'un fantassin (Diario di un fante), Milan, Fratelli Treves Editori, 1919
- Journal d'un membre du Parlement. Cinquante ans de vie politique italienne (Diario di un deputato. Cinquant'anni di vita politica italiana), Milan, Dall'Oglio, 1945

## Archives
Les archives personnelles de Luigi Gasparotto sont disponibles et peuvent être consultées à l'Institut d'histoire de l'époque contemporaine (Istituto per la storia dell'età contemporanea ou ISEC).

## Sources
- (it) Cet article est partiellement ou en totalité issu de l’article de Wikipédia en italien intitulé « Luigi Gasparotto » (voir la liste des auteurs).